# サム・ブッシュ
サム・ブッシュ (Sam Bush、1952年4月13日 - ) は、アメリカ合衆国のブルーグラス・ミュージシャン、マンドリン奏者。ケンタッキー州ボーリンググリーン生まれ。ニューグラス・スタイルの創始者の1人とされる。

## 経歴
父親チャーリーの影響により幼少の頃からカントリー・ミュージックやブルーグラスを聴いて育ち、後にFlatt & Scruggs のテレビ番組から影響を受けた。11歳で初めてマンドリンを購入し、1965年、バージニア州ロアノークで開催されたブルーグラス・フェスティヴァルに出演すると音楽への興味はさらに高まった。10代の頃、アイダホ州ウエイザーで行なわれたNational Oldtime Fiddlers' Contest のジュニア部門で3度優勝。10代のブッシュの音楽の先生でありよき相談相手となったギター奏者のウェイン・スチュワート、バンジョー奏者のAlan Munde (後のCountry Gazette )の演奏に参加し、1969年、3名はインストゥルメンタル・アルバム『Poor Richard's Almanack 』を録音した。1970年春、ノースカロライナ州ユニオン・グローヴで行なわれたFiddlers Convention に参加し、New Deal String Band のロック調のプログレッシブ・ブルーグラスに影響を受けた。その年の後期、ルイビルに転居し、Bluegrass Alliance に加入した。1971年秋、このバンドは解散し、New Grass Revival を結成した。
New Grass Revival は多くのメンバー・チェンジを繰り返したが、ブッシュは唯一のオリジナル・メンバーとして残っていた。1974年、ベース奏者でヴォーカリストのジョン・コウワンが参加し、1981年、バンジョーの名手のBéla Fleck とアコースティック・ギター奏者のPat Flynn が参加した。1979年から1981年、レオン・ラッセルのツアー公演に前座およびバック演奏として出演した。
1980年初頭、ブッシュとコウワンはテネシー州ナッシュビルで活動するDuckbutter Blues Band 、ブルース・ギター奏者のケニー・リー、ドラム奏者のジェフ・ジョーンズ、ベース奏者のバイロン・ハウスと定期的に即興演奏するようになった。4年後、ソロ・デビュー・アルバム『Late as Usual 』を発表。1989年、ブッシュとFleck はコロラド州テルライドで行なわれたテルライド・ブルーグラス・フェスティバルでマーク・オコナー、ジェリー・ダグラス、エドガー・メイヤーで構成されるオール・スター・ブルーグラス・バンドStrength in Numbers に参加。1989年、ニュー・グラス・リヴァイヴァルが解散し、エミルー・ハリスのナッシュ・ランブラーズに参加し、5年間ハリスと共にツアー公演やレコーディングを行なった。
1995年、ライル・ラヴェットとベラ・フレックのFlecktones に演奏者として参加。1996年、2枚目のソロ・アルバム『Glamour & Grits 』をレコーディングする直前、コウワンおよびナッシュ・ランブラーズの元メンバーのジョン・ランドール、Larry Atamanuick で構成される自身のバンドを結成。1998年、ハリス、フレック、J・D・クロウを含む多くの馴染みのメンバーやスペシャル・ゲストを迎えた次のアルバム『Howlin' at the Moon 』を発表。
1997年冬、『レイト・ナイト・ウィズ・コナン・オブライエン』でガース・ブルックスのバック・バンドとしてブッシュとニュー・グラス・リヴァイヴァルは再結成した。1998年3月28日、ブッシュの故郷のボーリング・グリーンは特別に「サム・ブッシュの日」として祝った。
1998年の『Howlin' at the Moon 』に続き、2000年、ライヴ録音の『Ice Caps: Peaks of Telluride in 2000 』を発表。2004年、ランドールはブッシュのバンドから離れ、後任にブラッド・デイヴィスがコーラスおよびギター奏者として加入。
2006年、アルバム『Laps in Seven 』を発表。スコット・ヴェストルによるバンジョー演奏が加わったためこのアルバムは特別な物となった。ギター奏者のキース・ソウェルはレコーディングに参加したが、その直後ディクシー・チックスで演奏するため離脱した。ブッシュはその後のレコーディングと巡業のバンドのためにギター奏者を探し、スティーブン・モウギンと活動することとなった。
2007年、コンサートをライヴ収録した初のDVD『On the Road 』を発表。また同年、国際ブルーグラス・ミュージック協会賞の司会を初めて務めた。
2010年3月、ケンタッキー州でボーリング・グリーンが公式に『ニューグラスの発祥地』でありブッシュは『ニューグラスの父』であるという法案が通過。ジム・ディシゼア下院議員の起草により3月25日、37対0でケンタッキー州上院を通過した。3月3日、99対0で議会を通過していた。

## 受賞歴等
- 2011年9月29日、テネシー州ナッシュビルのライマン公会堂で行なわれた第22回国際ブルーグラス・ミュージック協会賞(IBMAアワード)の司会を務めた。2007年、グランド・オール・オープリー・ハウスで行なわれたIBMAアワードの司会も務めていた[6][7]。
- 2009年9月17日、ライマン公会堂で行なわれた第8回Americana Music Honors & Awards 授賞式でアメリカーナ・ミュージック協会(AMA)からインストゥルメンタル特別功労賞を授与された。プレゼンターはギブソン・ファンデーションであった[8]。
- 1990年、1991年、1992年、2007年、IBMAアワードで最優秀マンドリン賞を4回受賞した。
- グラミー賞
  - 1992年、エミルー・ハリス&ナッシュ・ランブラーズの『 Emmylou Harris & the Nash Ramblers 』で最優秀カントリー・パフォーマンス賞ヴォーカル入りデュオまたはグループ部門を受賞。
  - 1996年、ベラ・フレック&ザ・フレックトーンズの『The Sinister Minister 』で最優秀ポップ・インストゥルメンタル・パフォーマンス賞を受賞。
  - 2001年、アリソン・クラウス&ユニオン・ステーション、エミルー・ハリス、ギリアン・ウェルチ、ラルフ・スタンレイ、ティム・ブレイク・ネルソンなど様々なアーティストと共演した『O Brother, Where Art Thou 』で最優秀アルバム賞を受賞。
  - 2006年、ジェリー・ダグラス、ベラ・フレックと共に『Who's Your Uncle 』で最優秀カントリー・インストゥルメンタル・パフォーマンス賞にノミネート[9]。

## 演奏
ブルーグラスのヴォーカリストとしてだけでなく、15歳で全米フィドル・コンテストで優勝するなど、ギターやフィドルなど楽器も得意である。彼はニュー・グラス・リヴァイヴァルの創設メンバーでビル・モンローの再来と言われ、以下のように語った。
| 「 | …もしビルがブルーグラスの父ならば、私は母であろう。モンローはきっと「母親が来た」と言うだろうから。 | 」 |

ブッシュは「サミー」または「ミスター・エンターテイメント」、また若き日のビル・モンローと呼ばれた。ブッシュがマンドリンを演奏した後、モンローは「フィドルに専念したらいいんじゃないか」と語った。
コロラド州テルライドで毎年行なわれるテルライド・ブルーグラス・フェスティバルでは主要出演者の1人となっており、土曜夜8時より多くの出演者と共に演奏する。毎年出演するため「キング・オブ・テルライド」と呼ばれる(エミルー・ハリスは「クイーン・オブ・テルライド」と呼ばれている)。ブッシュはハリスのバンドのナッシュ・ランブラーズと共にツアー公演を行なった。またドク・ワトソン、リンダ・ロンシュタット、ドリー・パートン、アン・サヴォイ、トニー・ライス、ピーター・ロウワン、ラス・ベアレンバーグ、デイヴィッド・グリスマン、マーク・オコナー、エドガー・マイヤーなど多くのミュージシャンやアーティストとレコーディングやライヴ演奏を行なった。最も重要なのはベラ・フレック、トニー・ライス、マイク・オコナー、エドガー・マイヤー、ジェリー・ダグラス、そしてサム・ブッシュで構成されるバンドStrength in Numbers である。
Strength in Numbers はテルライド・ブルーグラス・フェスティバルでの即興演奏から生まれたコラボレーションである。彼らのCD『The Telluride Sessions 』は全てインストゥルメンタルのライヴ収録で演奏者それぞれの才能および即興能力の見せ場がある。2000年から2008年、Strength in Numbers のバンド形態にも様々なバージョンがあり、Bluegrass Sessions にはドブロ・ギターのジェリー・ダグラスが常任し、また通常共にケンタッキー州ボーリング・グリーン出身のベース奏者のバイロン・ハウスが参加する。他のミュージシャンはフィドル奏者のゲイブ・ウィッチャー、ギター奏者のブライアン・サットン、フィドル、マンドリン、ギター、ヴォーカルのティム・オブライアン、フィドル奏者のダロル・アンガー。
サム・ブッシュ・バンドは小規模施設から大規模な音楽フェスティヴァルまで幅広く公演を行なった。戦没将兵追悼記念日、レイバー・デーに行なわれるストロベリー・ミュージック・フェスティヴァル、7月下旬に行なわれるロッキーグラス、毎春行なわれるアメリカーナ・フェスティヴァルやノースカロライナ州ウィルクスボロで行なわれるマールフェストなどに出演。ブッシュはこれらのフェスティヴァルにおいて最も精力的な出演者の1人として知られ、多くのアーティストを出演させている。

## ディスコグラフィ

### Solo albums
| Year | Album                                       | Chart Positions | Chart Positions | Chart Positions | Label         |
| Year | Album                                       | US Bluegrass    | US Country      | US Heat         | Label         |
| ---- | ------------------------------------------- | --------------- | --------------- | --------------- | ------------- |
| 1985 | Late as Usual                               | —               | —               | —               | Rounder       |
| 1996 | Glamour & Grits                             | —               | —               | —               | Sugar Hill    |
| 1998 | Howlin' at the Moon                         | —               | —               | —               | Sugar Hill    |
| 2000 | Ice Caps: Peaks of Telluride                | —               | —               | —               | Sugar Hill    |
| 2003 | Hold On, We're Strummin' (w/ David Grisman) | 7               | —               | —               | Acoustic Disc |
| 2004 | King of My World                            | 2               | 64              | —               | Sugar Hill    |
| 2006 | Laps in Seven                               | 2               | —               | —               | Sugar Hill    |
| 2009 | Circles Around Me                           | 3               | —               | 47              | Sugar Hill    |

### DVDs
- On the Road (2007) Sugar Hill ASIN: B000RHRG5S

### Specialty projects
- Drive – Béla Fleck – Rounder Records 1988
- The Telluride Sessions by supergroup Strength in Numbers – MCA 1989
- Short Trip Home – Sony Classical 1999

(Edgar Meyer & Joshua Bell with Sam Bush and Mike Marshall)
- Bluegrass Mandolin Extravaganza – Acoustic Disc 1999

(w/ David Grisman, Ronnie McCoury, Jesse McReynolds, Ricky Skaggs, others)
- The Bluegrass Sessions – Béla Fleck – Warner Bros. 1999
- Soulgrass – Bluegrass and Jazz Fusion 2005
- Goin' Home: A Tribute to Fats Domino 2007, performing "Rising Sun" with Marc Broussard

### New Grass Revival
- New Grass Revival (1972) Hollywood
- Fly Through the Country (1975) Flying Fish
- When the Storm Is Over (1977) Flying Fish
- Too Late to Turn Back Now (1977) Flying Fish ASIN: B000000ME2
- Barren County (1979) Flying Fish ASIN: B000000MEL
- Leon Russell & New Grass Revival (1981) Paradise
- Commonwealth (1981) Flying Fish ASIN: B000000MGE
- On the Boulevard (1984) Sugar Hill ASIN: B000000EZL
- Live in Toulouse (1984) Sugar Hill ASIN: B000000F0O
- New Grass Revival (1986) Capitol
- Hold to a Dream (1988) Capitol
- Friday Night in America (1989) Capitol
- When the Storm Is Over/Fly Through the Country (1992) Flying Fish ASIN: B000000MDQ
- Best of New Grass Revival (1994) Capitol ASIN: B000002TNY
- Grass Roots: The Best of the New Grass Revival (2005) Capitol ASIN: B0009ML1RK